# 青木孝徳
青木 孝德（あおき たかのり、1966年8月31日 - ）は日本の財務官僚。財務省大臣官房長を経て、財務省主税局長。

## 来歴
愛知県知多郡阿久比町出身。阿久比町立阿久比中学校、愛知県立阿久比高等学校、東京大学経済学部経済学科卒業。東大経済学部経済学科在学中は根岸隆ゼミに所属。1989年 大蔵省入省（主計局総務課）。消費税の導入、湾岸戦争への対応など、国の重要政策が決まる間近で、緊迫した毎日だったため、その後は並大抵のことでは驚かなくなったと述べている。1994年7月10日 桜井税務署長。課長補佐時代は証券局と主税局に勤務。2002年7月 主税局税制第二課長補佐（総括）兼主税局税制第二課企画調整室長。2005年7月 主税局総務課長補佐兼主税局総務課税制企画室長。2011年7月8日 主計局主計企画官（調整担当）。2017年7月7日 主計局総務課長兼主計局法規課長。同年7月18日 主計局総務課長。2018年7月17日：主計局付。2018年7月27日 内閣官房内閣審議官（内閣官房副長官補付）。一億総活躍や働き方改革などを担当。2019年7月5日 近畿財務局長。2020年7月20日 主計局次長（末席）（文部科学担当）。2021年7月8日 大臣官房審議官（主税局担当）。2022年6月24日 大臣官房長。2023年7月4日 財務省主税局長。

## 略歴
- 1989年4月：大蔵省入省（主計局総務課）。
- 1990年5月：主計局法規課。
- 1992年7月：大臣官房調査企画課調査主任[6]。
- 1993年7月：大臣官房調査企画課企画係長[4]。
- 1994年7月10日：桜井税務署長[4]。
- 1995年6月：大臣官房付 兼 内閣官房内閣内政審議室。
- 1996年7月：証券局総務課長補佐。
- 1997年7月：証券局証券市場課長補佐。
- 1998年5月：外務省在オーストラリア日本大使館二等書記官。
- 1999年4月：外務省在オーストラリア日本大使館一等書記官。
- 2001年7月：財務省主税局税制第三課長補佐。
- 2002年7月：主税局税制第二課長補佐（総括） 兼 主税局税制第二課企画調整室長[5]。
- 2003年7月：主税局税制第一課長補佐（総括） 兼 主税局税制第一課審査室長[7]。
- 2005年7月：主税局総務課長補佐 兼 主税局総務課税制企画室長。
- 2007年7月：プリンストン大学客員研究員。
- 2009年4月：大臣官房付 兼 内閣官房内閣参事官（内閣官房副長官補付）。
- 2010年3月：内閣官房内閣参事官（内閣官房副長官補付） 兼 内閣官房情報通信技術（IT）担当室員。
- 2010年4月：大臣官房付 兼 内閣官房内閣参事官（内閣官房副長官補付）。
- 2011年4月：大臣官房付 兼 内閣官房内閣参事官（内閣官房副長官補付） 兼 内閣官房被災地復興に関する法案等準備室参事官。
- 2011年7月8日：主計局主計企画官（調整担当）。
- 2012年7月：主計局主計官（総務、地方財政担当）。
- 2013年6月：主計局主計官（総務、地方財政、財務担当）。
- 2015年7月：主計局法規課長。
- 2017年7月7日：主計局総務課長 兼 主計局法規課長。
- 2017年7月10日：主計局総務課長 兼 主計局調査課長 兼 主計局主計官（農林水産担当）。
- 2017年7月14日：主計局総務課長 兼 主計局調査課長。
- 2017年7月18日：主計局総務課長。
- 2018年7月17日：主計局付。
- 2018年7月27日：内閣官房内閣審議官（内閣官房副長官補付） 兼 内閣官房農林水産業輸出力強化等推進室次長 兼 内閣官房一億総活躍推進室次長 兼 内閣官房働き方改革実現推進室次長 兼 内閣官房人生100年時代構想推進室次長。
- 2018年12月7日：内閣官房内閣審議官（内閣官房副長官補付） 兼 内閣官房農林水産業輸出力強化等推進室次長 兼 内閣官房一億総活躍推進室次長 兼 内閣官房働き方改革実現推進室次長 兼 内閣官房人生100年時代構想推進室次長 兼 内閣官房プレミアム付商品券施策推進室次長 兼 内閣府プレミアム付商品券事業担当室次長。
- 2019年7月5日：近畿財務局長。
- 2020年7月20日：主計局次長（末席）（文部科学担当）[3]。
- 2021年7月8日：大臣官房審議官（主税局担当）。
- 2022年6月24日：大臣官房長。
- 2023年7月4日：財務省主税局長。